# Brännskär (vid Högsar, Nagu)
Brännskär är en ö nära Kirjais i Nagu, Finland. Den ligger i Skärgårdshavet i Pargas stad i landskapet Egentliga Finland, i den sydvästra delen av landet. Ön ligger omkring 3 kilometer nordväst om Kirjais, 6 kilometer söder om Nagu kyrka, 39 kilometer sydväst om Åbo och omkring 170 kilometer väster om Helsingfors.
Brännskär ligger tätt intill Ängsholm i söder. Öarna skiljs åt av en grävd kanal. I övrigt har Brännskär Kamskall i norr, Anisor i öster och Storkvivas i väster.